# Roy Kerr
Roy Patrick Kerr (* 16. května 1934 Kurow, Nový Zéland) je novozélandský fyzik a matematik, který objevil Kerrovu metriku a Kerrovu–Newmanovu metriku, přesná řešení obecné teorie relativity. Jde o modely gravitačního pole nenabité rotující černé díry a jejího okolí, respektive nabité rotující černé díry a okolí. Svým řešením Einsteinových rovnic předpověděl rotující černé díry předtím, než byly objeveny. 

## Mládí
Narodil se v Kurow na Jižním ostrově Nového Zélandu. Narodil se do nefunkční rodiny, jeho matka musela od rodiny odejít, když mu byly tři roky. Když šel jeho otec do války, byl odeslán na farmu. Po návratu otce z války se přestěhovali do největšího města ostrova Christchurch. Podařilo se mu dostal na St. Andrew's College, soukromou střední školu ve městě. 

## Kariéra
Jeho matematický talent byl rozpoznán již na střední škole. Vzhledem k jeho talentu mu bylo umožněno nastoupit na University of New Zealand rovnou do třetího ročníku studia matematiky. Univerzitu absolvoval v roce 1955, kdy odešel na univerzitu v Cambridgi, kde v roce 1959 získal doktorát za disertační práci o pohybových rovnicích v obecné relativitě.
Jako postdoktorand odešel na Syracuse University, kde v té době působil Einsteinův spolupracovník Peter Bergmann jako profesor a který také pracoval pro letectvo Spojených států.
Roku 1962 odešel Kerr na Texaskou univerzitu v Austinu, kde o rok později objevil Kerrovo vakuové řešení. V roce 1965 představil společně s Alfredem Schilde koncept Kerrova-Schildova prostoročasu. Během působení v Austinu vedl Kerr čtyři doktorandy a napsal také dosluv ke knize Cracking the Einstein Code: Relativity and the Birth of Black Hole Physics.
V roce 1971 se vrátil na Nový Zéland na University of Canterbury, kde zůstal až do odchodu do penze v roce 1993. Na univerzitě Kerr zastával funkci profesora matematiky, deset let byl ve funkci vedoucího katedry matematiky.
Jeho život byl předmětem polobiografické knihy Cracking the Einstein Code od Fulvia Melii publikované roku 2009.

## Ocenění
V roce 2013 získal medaili Alberta Einsteina jako první novozélandský vědec. V roce 2016 získal Crafoordovu cenu.

## Osobní život
Kerr žije s manželkou Margareth ve městě Tauranga.
V 70. letech byl velmi dobrým hráčem bridže, dostal se v této hře až na mezinárodní úroveň. Rovněž je spoluautorem nového herního systému. 